# Red Air
RED Air – dominikańska tania linia lotnicza z siedzibą w Santo Domingo. Głównym węzłem jest port lotniczy Aeropuerto Internacional Las Américas.

## Cele podróży
RED Air obsługuje loty do następujących miejsc docelowych:
| Kraj              | Miasto        | Lotnisko                                            | Uwagi    | Przypisy |
| ----------------- | ------------- | --------------------------------------------------- | -------- | -------- |
| Dominikana        | Santo Domingo | Port lotniczy Aeropuerto Internacional Las Américas | Siedziba |          |
| Stany Zjednoczone | Miami         | Port lotniczy Miami                                 |          | [ 2 ]    |

## Flota

### Obecna flota
Według danych z czerwca 2022 r. RED Air posiada następujące samoloty:
| Samolot                 | W służbie | Zamówienia | Max. Pasażerowie |
| ----------------------- | --------- | ---------- | ---------------- |
| McDonnell Douglas MD-82 | 2         | –          | 149              |
| Razem                   | 2         | –          |                  |

### Była flota
RED Air posiadał następujące samoloty:
| Samolot                 | Razem | Wprowadzono | Wycofano | Uwagi                          |
| ----------------------- | ----- | ----------- | -------- | ------------------------------ |
| McDonnell Douglas MD-81 | 1     | 2020        | 2021     | Dzierżawiony od LASER Airlines |